# Epibelonium gaeumannii
Epibelonium gaeumannii är en svampart som beskrevs av E. Müll. 1963. Epibelonium gaeumannii ingår i släktet Epibelonium och familjen Saccardiaceae.   Inga underarter finns listade i Catalogue of Life.